# Richard Arkwright

Porträt von Richard Arkwright von Joseph Wright of Derby, im Joseph-Wright-Saal des Museums für Kunst und Geschichte, Derby

Sir Richard Arkwright (* 23. Dezember 1732 in Preston, Lancashire; † 3. August 1792 in Cromford) war ein begüterter Textilindustrieller und Erfinder, der zahlreiche Patente im Bereich des Spinnens besaß. Er gilt als Begründer der Textilgroßindustrie.

## Leben

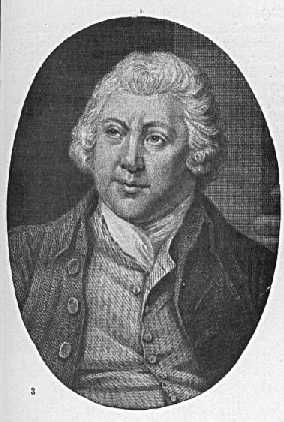
Richard Arkwright

Richard Arkwright war das jüngste von 13 Kindern eines Schneiders. Er arbeitete zunächst als Barbier und Perückenmacher in Bolton. Über seine Jugend ist wenig bekannt. Er war verheiratet mit Patience, Tochter von Robert Holt, einem Schulmeister aus Bolton. Mit ihr hatte er einen Sohn Richard, geboren am 23. Dezember 1755, der sein einziger Sohn war und später sein Erbe werden sollte. Patience Arkwright starb vor 1761, denn am 24. März 1761 heiratete er in zweiter Ehe Margaret Biggins aus Pennington.
Im März 1767 lernte er den Uhrmacher John Kay kennen (nicht zu verwechseln mit dem gleichnamigen Erfinder des Schnellschusswebstuhls) und entwickelte mit diesem zusammen eine Spinnmaschine mit automatischer Garnzuführung, die Waterframe, welche er 1769 als Patent anmeldete. Sie verwendeten das Modell einer Spinnmaschine von Thomas Highs als Vorlage, aber Arkwright brachte selbst mindestens zwei Neuerungen ein. Es heißt, dass er Kay betrunken machte und ihn überredete, zwei Modelle von Highs Erfindungen zu bauen. Arkwright benutzte diese, um einen Verwandten in Preston zur Investition zu überreden. Um Kay von Highs fernzuhalten, der von alledem nichts ahnte, stellte Arkwright den Uhrmacher an und nahm ihn mit nach Manchester, danach nach Liverpool und weiter nach Preston. Hier halfen zwei örtliche Handwerker Kay, eine große Ausführung der wasserbetriebenen Spinnmaschine zu bauen, die drei Sätze von Walzen nutzte, mit größerer Geschwindigkeit spann und den Faserstrang streckte, bevor der Faden weiterlief und gedreht wurde.
Arkwright hatte für den Bau seiner „Waterframe“ John Smalley und David Thornley angestellt, bevor er im April 1768 nach Nottingham abreiste, um den Maschinenstürmern von Lancashire auszuweichen.
Sie unterhielten eine kleine Fabrik im Hockley Distrikt, in der Nähe von James Hargreaves Fabrik. Ihre Maschine wurde durch Pferde angetrieben. Arkwright hatte genügend Weitblick, dass er dies nur als eine Zwischenlösung ansah. Angesichts der immensen Nachfrage nach Garn in der Baumwollindustrie (mit Zentrum in Manchester und Lancashire), die von der traditionellen Heimarbeit nicht länger befriedigt werden konnte, entschloss er sich (nach dem Vorbild der Brüder Lombe) zum Bau einer Fabrik. Als Kapitalgeber zog er den Bankier Ichabod Wright aus Nottingham und die bekannten Geschäftsleute Jedediah Strutt und Samuel Need hinzu. Das Trio gründete eine Partnerschaft, wobei Strutt und Need Arkwrights gesamte Garn-Produktion für ihr Strumpf-Strick-Geschäft übernahmen.
1771, zwei Jahre nach der Erfindung der Waterframe-Spinnmaschine, konnte Richard Arkwright mit Hilfe seiner Kapitalgeber eine große Spinnerei in Cromford bei Derby errichten. Der Antrieb erfolgte über Wasserräder.
Zusätzlich ließ er auch Häuser für die Weber, eine Schule und eine Kirche erbauen und begründete so eine industrielle Gemeinschaft auf Kosten des traditionellen Sozialgefüges (d. h. die kleinen Handwerker und Heimarbeiter wurden preislich unterboten, mussten ihre Selbständigkeit aufgeben und Lohnarbeiter in den Fabriken werden). Die Nachfrage nach Garn war so groß, dass er 1776 eine zweite Spinnerei in Cromford errichten konnte. Die zweite Fabrik war vierzig Meter lang und sieben Stockwerke hoch. In Arkwrights Heim „Rock House“ in Cromford gab es ein einziges Fenster in der Hauswand, das die Werkstätten überblickte. Mit Blick auf den Haupthof sowie die Gebäude der Werkstatt gab es den Arbeitern das Gefühl, ständig von Arkwright beobachtet zu werden – selbst wenn er abwesend war.
Schnell kamen weitere Fabriken in Manchester, Lancashire, Staffordshire und Schottland hinzu, wobei die Fabrik in Chorley (Lancashire) 1779 durch Maschinenstürmer zerstört wurde. Seine Arbeiter standen loyal zu ihm und Hunderte bewaffneter Männer standen sofort bereit gegen Drohungen der Maschinenstürmer. Um seinem Standpunkt den nötigen Nachdruck zu verleihen, hielt Arkwright eine mit Schrot geladene Kanone gleich hinter dem Haupteingang zu seiner Fabrik bereit.
Cromford war der Beginn einer massiven Ausdehnung des Baumwollhandels, der 1774 einen neuen Schub dadurch erhielt, dass es Arkwright und seinen Partnern gelang, den Importzoll auf Rohbaumwolle abzuschaffen, der zum Schutz der britischen Wollindustrie erhoben worden war.
Arkwright war die treibende Kraft und der Visionär in dem Konsortium, der sogar den Verlust ihrer neuen Fabrik in Birkacre in Chorley, Lancashire, durch Brandstiftung 1779 verkraften konnte. Als Need 1781 verstarb, kündigte Strutt die Partnerschaft, da er Arkwrights weitreichende Pläne, seine Fabriken nach Manchester und bis Schottland auszudehnen nicht unterstützen wollte. Vielleicht machte er sich aber auch Sorgen über aufziehende Patentstreitigkeiten. Rückblickend stellte sich dies als Fehler heraus, denn sieben Jahre später waren mehr als 140 wassergetriebene Spinnereien über das ganze Land verteilt. Einige gehörten Arkwright allein und andere wurden unter seiner Lizenz betrieben.
Unter Verletzung seiner Patentrechte entstanden Anfang der 1780er Jahre rivalisierende Spinnereien: 1781 verklagte er deswegen neun Unternehmen.
Alle Fabriken hatten mehr oder minder schlechte Arbeitsbedingungen: überwiegend Kinderarbeit ab 5 bis 6 Jahren, 12 bis 16 Stunden Arbeitszeit täglich, ungesunde Luft aufgrund der Baumwollflusen, lebensgefährliche Maschinen. Arkwright weigerte sich, Kinder unter sieben oder acht Jahren zu beschäftigen, was ihn jedoch nicht daran hinderte, Crompton zu einer „Festung“ auszubauen.
1790 betrieb Arkwright seine Spinnmaschinen in Nottingham mit Dampfkraft.
Arkwright war sich seiner mangelnden Schulbildung bewusst und verbrachte im Alter eine Stunde am Tag mit Englischer Grammatik und eine weitere Stunde mit der Verbesserung seiner Schrift und Orthographie.
1786 wurde Arkwright zum Ritter geschlagen und durfte sich fortan „Sir“ nennen. Er erbaute sich das Herrenhaus „Willersley Castle“, das allerdings erst nach seinem Tod fertiggestellt wurde und vererbte seinen Nachkommen, u. a. seinem Sohn Richard Arkwright Junior (1755–1843) die damals immense Summe von 500.000 Pfund. Richard Arkwright Junior setzte die Unternehmenstätigkeit seines Vaters ebenso erfolgreich fort.

## Patente und Erfindungen
- 1769 erhielt er in England ein Patent auf die Waterframe-Spinnmaschine. Zwei Partner hatten die Gebühren für das Patent finanziert und planten den fabrikmäßigen Einsatz der Waterframe. Die Waterframe wurde jedoch ungeachtet des Patents 1783 von Johann Gottfried Brügelmann für die Textilfabrik Cromford in Ratingen kopiert, was die Industrielle Revolution auf dem europäischen Kontinent begründete.
- 1775 erhielt er ebenfalls in England ein Patent auf eine Karde. Neu an dieser Karde war, dass sie erstmals mit Stäben und Häkchen daran funktionierte statt mit Häkchenwalzen. Zudem wurde das Vlies kontinuierlich und automatisch von der Walze abgenommen.
- 1775 erfand Arkwright die Laternenbank.
- Eine weitere Erfindung von ihm ist die „Strecke“, eine Maschine, die mehrere Kardenbänder zusammenfasst und verzieht.

Arkwright hat seine Maschinen nicht allein erfunden. Die Waterframe erfand er gemeinsam mit John Kay. Bei anderen Erfindungen arbeitete auch sein Angestellter Coniah Wood mit oder war gar der eigentliche Urheber. Die Probleme mit der Urheberschaft zwischen Thomas Highs, James Hargreaves, John Kay und ihm führten dann in der rechtlichen Auseinandersetzung von 1785 dazu, dass seine Patente endgültig ausliefen und seine Erfindungen somit jedermann zur Verfügung standen.
Historiker haben darauf hingewiesen, dass Richard Arkwright – auch wenn seine Ideen für die Spinnereimaschinen „geborgt“ waren – die Fabrik einführte, d. h. die Organisation und Reglementierung von Arbeit an einem speziellen Arbeitsplatz, der dem Arbeitgeber die totale Kontrolle über das Produkt, die Mittel und die Kosten der Herstellung gab.
Bemerkenswert ist, dass sich die im 21. Jahrhundert gegründeten Unternehmensberatungen Arkwright Consulting AG sowie später zusätzlich die Richard Consulting AG implizit auf Richard Arkwright beziehen, ohne dies jedoch explizit kenntlich zu machen.